# Anthony Kennedy
Anthony McLeod Kennedy, född 23 juli 1936 i Sacramento, Kalifornien, är en amerikansk jurist. Mellan 1988 och 2018 var han en av nio domare i USA:s högsta domstol.

## Biografi
Kennedy gick i skola i C.K. McClatchy High School i Sacramento. Han studerade sedan vid Stanford University och London School of Economics. Han avlade 1958 kandidatexamen i statsvetenskap. Han avlade sedan 1961 juristexamen vid Harvard University. Han undervisade från och med 1965 i författningsrätt vid University of the Pacific.
Kennedy tjänstgjorde som domare i en federal appellationsdomstol 1975–1988.
Den 11 november 1987 nominerade USA:s 40:e president Ronald Reagan Kennedy till att efterträda Lewis F. Powell som domare i USA:s högsta domstol. Den 3 februari 1988 godkändes nomineringen i USA:s senat med rösterna 97-0.
Kennedy agerade många gånger som agerat tungan på vågen i högsta domstolen mellan de konservativa och liberala domarna. Han var länge pålitligt konservativ men från 2003 visade han en tendens att godta även utländsk eller internationell rätt som hjälp i tolkningen av USA:s konstitution, något som konservativa domare inte kan acceptera i USA.
Den 27 juni 2018 meddelade han att han tänker gå i pension och lämna posten som domare i högsta domstolen. Kennedy gick officiellt i pension den 31 juli.